# Milhouse ya no vive aquí
Milhouse ya no vive aquí, llamado Milhouse Doesn't Live Here Anymore en la versión original, es un episodio perteneciente a la decimoquinta temporada de la serie animada Los Simpson, estrenado en Estados Unidos el 15 de febrero de 2004. El episodio fue escrito por Julie y David Chambers, y dirigido por Matthew Nastuk.

## Sinopsis
En un viaje escolar al Museo de la Televisión, Milhouse demuestra una nueva pero extraña actitud, a tal punto que la maestra Edna Krabappel lo confunde con Bart.
Mientras tanto, el Sr. Burns había enviado a Homero, Lenny y Carl a un lugar lejos de la Planta (a la taberna de Moe) para que no arruinaran una visita de unos supervisores a la Planta. Apu y Manjula estaban en dicho lugar celebrando su aniversario, lo que a Homero notar que no había comprado nada para Marge para su aniversario. Luego de embriagarse, el patriarca comienza a bailar en la calle, donde la gente, creyendo que es un vagabundo, le da dinero. Con las ganancias obtenidas, Homero le regala un ramo de flores a Marge como previa de su aniversario.
Milhouse, mientras tanto, revela el secreto de su nueva pero extraña actitud: su madre y él van a mudarse a Ciudad Capital, en donde empezarían de nuevo. Por lo que, tanto Bart como Kirk Van Houten deberán tener que aprenden a vivir sin Milhouse. Bart trata de adaptarse a su nuevo mundo, especialmente después de una visita a Milhouse en su nuevo hogar, en donde se da cuenta de que Milhouse cambia de apariencia para agradar más a sus nuevos amigos, comportándose como un bravucón con su viejo camarada.
Homero había comenzado a pedir dinero por caridad a tiempo completo, al notar que podría ganar mucho gracias a los consejos de un vagabundo, permitiéndole comprar un regalo de aniversario para Marge. Un día, va a los almacenes Costington's para comprarle pendientes de diamante auténtico. 
Con Milhouse fuera de su vida, Bart comienza a salir mucho con su hermana Lisa, y ambos descubren que disfrutan de la mutua compañía. Sin embargo, su amistosa relación se termina cuando Kirk anuncia que ha conseguido la custodia de Milhouse (siendo que el juez le había otorgado la custodia por el mísero estado del padre), lo que haría regresar al niño a Springfield. Milhouse reconoce que se volvió impopular después de haber mojado la cama en una pijamada y de que un asaltante entró a su casa a robar.
Mientras tanto, los vagabundos de Springfield se hartan de la actitud de Homero ante la gente y le muestran a Marge de dónde obtenía los billetes. Ella queda mortificada al descubrir la verdad, pero decide conservar sus diamantes, a pesar de que habían sido comprados con dinero sucio.
Cuando Milhouse vuelve, Lisa se siente dejada de lado, ya que Bart actuaba como si su vínculo jamás hubiese existido. Pero un día, Bart decide demostrarle a Lisa cuánto la aprecia y le ofrece tender la cama de la niña por una semana, acompañado de un abrazo.
El episodio termina con Isabel Sanford en el Museo de la Televisión, mostrando la escena del abrazo entre Lisa y Bart, señalando cómo las comedias suelen recurrir a los finales cursi para cada uno de sus episodios.